# Resolució 1606 del Consell de Seguretat de les Nacions Unides
La Resolució 1606 del Consell de Seguretat de les Nacions Unides fou adoptada per unanimitat el 20 de juny de 2005. Després de reafirmar el seu suport al acord de pau d'Arusha sobre la situació a Burundi, el Consell va demanar al secretari general Kofi Annan que iniciés les negociacions sobre una comissió de la veritat i una cambra especial dins del sistema judicial del país.

## Resolució

### Observacions
Als efectes de la pau i la reconciliació a Burundi, el Consell estava convençut que la creació d'una comissió de la veritat per portar els responsables de genocidi, delicte contra la humanitat i delicte de guerra a la justícia per tal de posar fi a impunitat a la regió dels Grans Llacs d'Àfrica. També va assenyalar que l'assistència internacional era necessària per establir una societat i un govern sota l'estat de dret. El govern de transició de Burundi va demanar una comissió de veritat mixta i una cambra especial dins del sistema judicial burundès.

### Actes
Es va demanar al Secretari General que iniciés converses amb el govern de transició i altres parts sobre com implementar les recomanacions del govern i que informés el 30 de setembre de 2005 amb detalls de la seva implementació, incloent costos, estructures i un marc de temps.